# Sven Henriksen
Sven Henriksen (født 29. juli 1890 i København, død  25. december 1935 på Frederiksberg) var en dansk plakatkunstner, der var stærkt inspireret af tysk plakatkunst fra perioden. Han stod bag en række reklame- og udstillingsplakater for for eksempel Forum København - ofte ret farvestrålende.
Han døde i en alder af 45, som følge af et uheld i sit værksted, hvor han stak sig på et søm og pådrog sig blodforgiftning.[kilde mangler]

## Galleri
- Plakat af Sven Henriksen i anledning af Lillebæltsbroens indvielse, 1935.
- "Hjulene i Gang" (1926)
- Jubilæumsudstillingen (1926)
- Gas- og Elektricitetsudstillingen  (1926)
- Hellesens Cykellygte-Element (1930)
- Stjernens Øl og Mineralvande (1932)
- Lillebæltsbroen (1935)
- A/S Københavns Telefonkioskers Festtelegrammer(1926)